# Rhyparochrominae
Sous-famille
Les Rhyparochrominae sont une sous-famille d'insectes hémiptères du sous-ordre des hétéroptères (punaises), de la famille des Rhyparochromidae.
Pendant longtemps, elle a été synonyme des Rhyparochromidae, et comprise dans les Lygaeidae considérés au sens large, en incluant les Plinthisini, aujourd'hui placés comme sous-famille séparée, les Plinthisinae.

## Description
Punaises ovales-allongées à allongées, de couleur brune à brun tacheté de noir et de blanc, et parfois myrmécomorphes. Leur fémurs antérieurs sont généralement renflés et armés de fortes dents. La suture entre les sternites (segments ventraux de l'abdomen) est incurvée vers l'avant à ses extrémités mais n'atteint pas les bords de l'abdomen, les deux segments étant partiellement fusionnés. Le pronotum est généralement de forme trapézoïde. Les formes brachyptères et microptères sont fréquentes.

## Répartition
Les Rhyparochrominae sont de répartition cosmopolite, bien que certaines tribus aient une répartition plus restreinte : les Cleradini sont limités aux régions tropicales de l'Hémisphère Est; les Drymini sont faiblement représentés dans le Néarctique et absents du Néotropique, les Gonianotini sont absents des régions néotropicales et australiennes, les Lilliputocorini sont tropicaux, les Phasmosomini sont paléarctiques seulement, les Targaremini ne se rencontrent que de l'Australie à la Nouvelle-Calédonie, et les Udeocorini sont présents en Australie et en Amérique centrale et du Sud,. 
James A. Slater a étudié la répartition des Rhyparochromidae en 1973, et observé différents patterns de distribution entre les différentes régions biogéographiques, suggérant des différences importantes, entre les tribus, de période d'origine, de taux de dispersion et de cosmopolitisme ou absence de cosmopolitisme initiale.

## Biologie
Les Rhyparochrominae se nourrissent de graines, qu'ils saisissent avec leurs pattes antérieures ravisseuses, aux fémurs élargis et garnis d'épines. Un genre fait exception, Lipostemmata, qui ponctionne directement les tissus de la fougère aquatique Salvinia auriculata (Salviniaceae).
Beaucoup possèdent des organes stridulatoires, qui mettent en jeu le plus souvent la marge de l'hémélytre, des zones ventrales de l'abdomen en forme de croissant, sur les côtés de la tête ou du prothorax ou sur les ailes postérieures.
Beaucoup de Rhyparochrominae sont myrmécomorphes, avec les segments antérieurs de l'abdomen rétrécis et les postérieurs élargis, ainsi que des proéminences sur le pronotum et le scutellum.

## Systématique
La sous-famille des Rhyparochrominae a été décrite par les entomologistes français Amyot & Serville, en 1843. Initialement, et jusqu'en 1997, ce taxon désigne l'ensemble des Rhyparochromidae, et est alors considéré comme une sous-famille au sein des Lygaeidae. Cette conception subit deux modifications en 1997, avec l'analyse de Thomas J. Henry : ce dernier les extrait d'abord des Lygaeidae sur la base de critères phylogénétiques, pour les établir comme famille à part entière, les Rhyparochromidae. Puis, d'autre part, il sépare celle-ci en deux sous-familles, en extrayant des Rhyparochrominae les Plinthisini, élevés au rang de sous-famille également. Ainsi, aujourd'hui, les Rhyparochrominae comprennent tous les Rhyparochromidae à l'exception des Plinthisinae, soit 14 tribus différentes et près de 2000 espèces, soit le groupe le plus diversifié au sein des Lygaeoidea,. Le site Lygaeoidea Species Files en présente un catalogue en ligne.

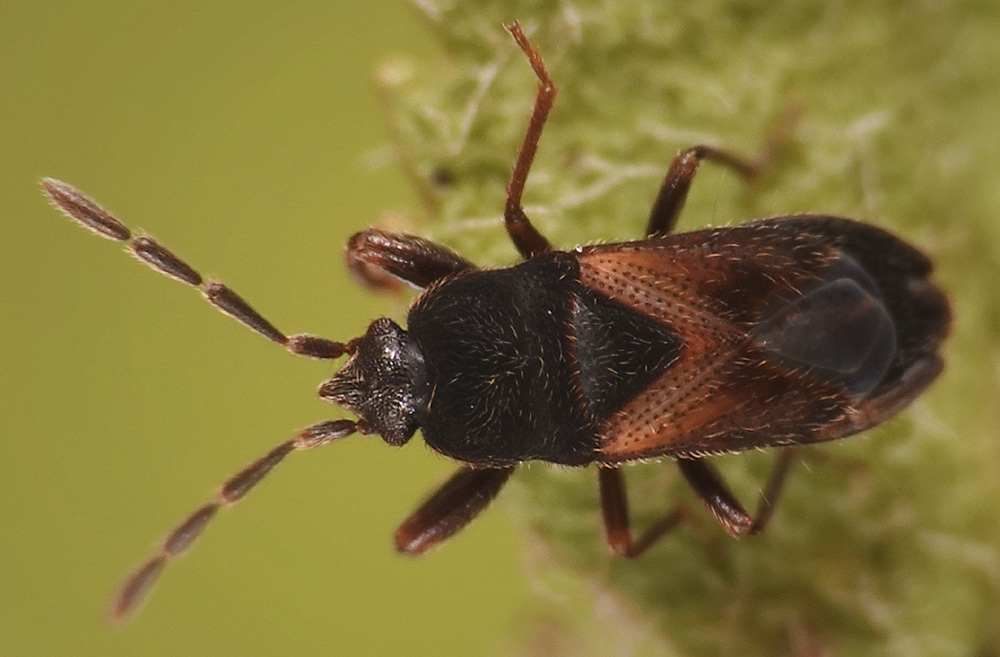
Antillocorini : Tropistethus holosericeus, Finlande.
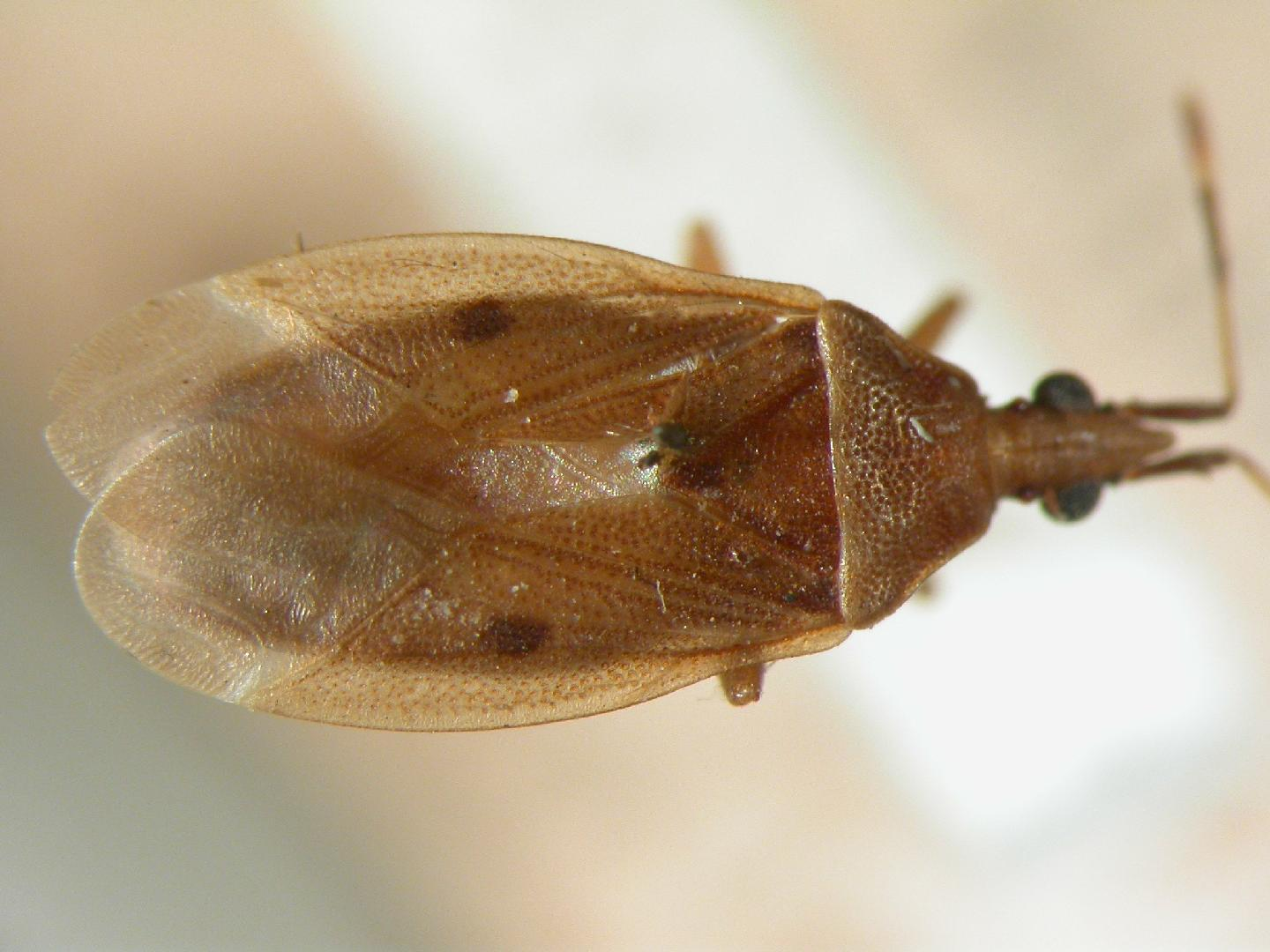
Cleradini : Clerada bipunctata.
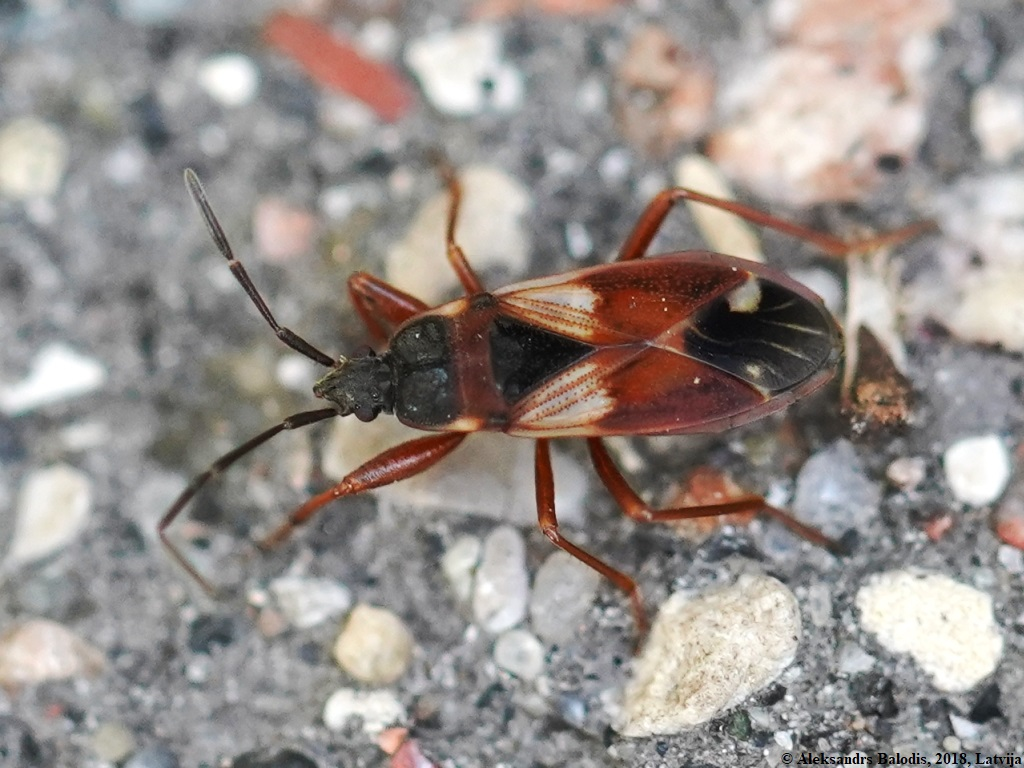
Drymini : Eremocoris abietis, Lettonie.
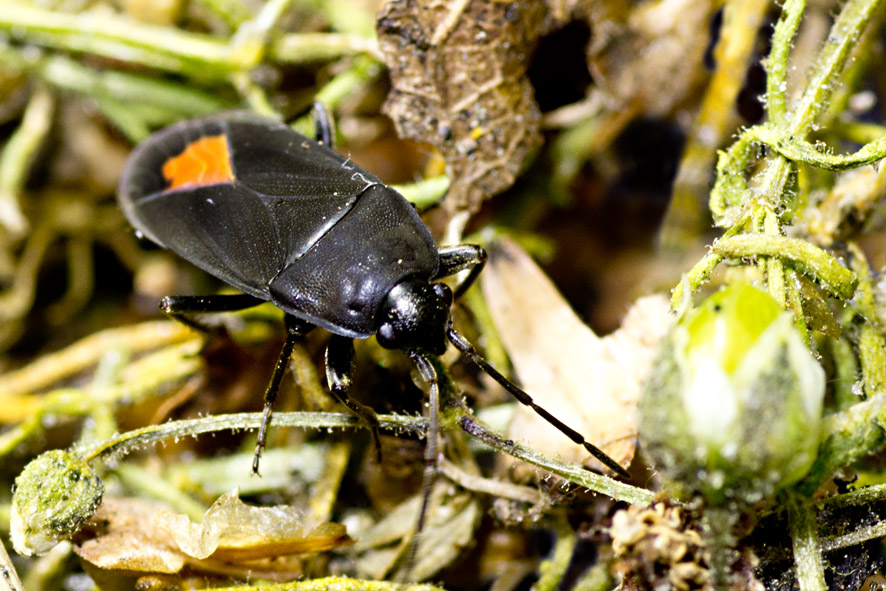
Gonianotini : Aphanus rolandri.
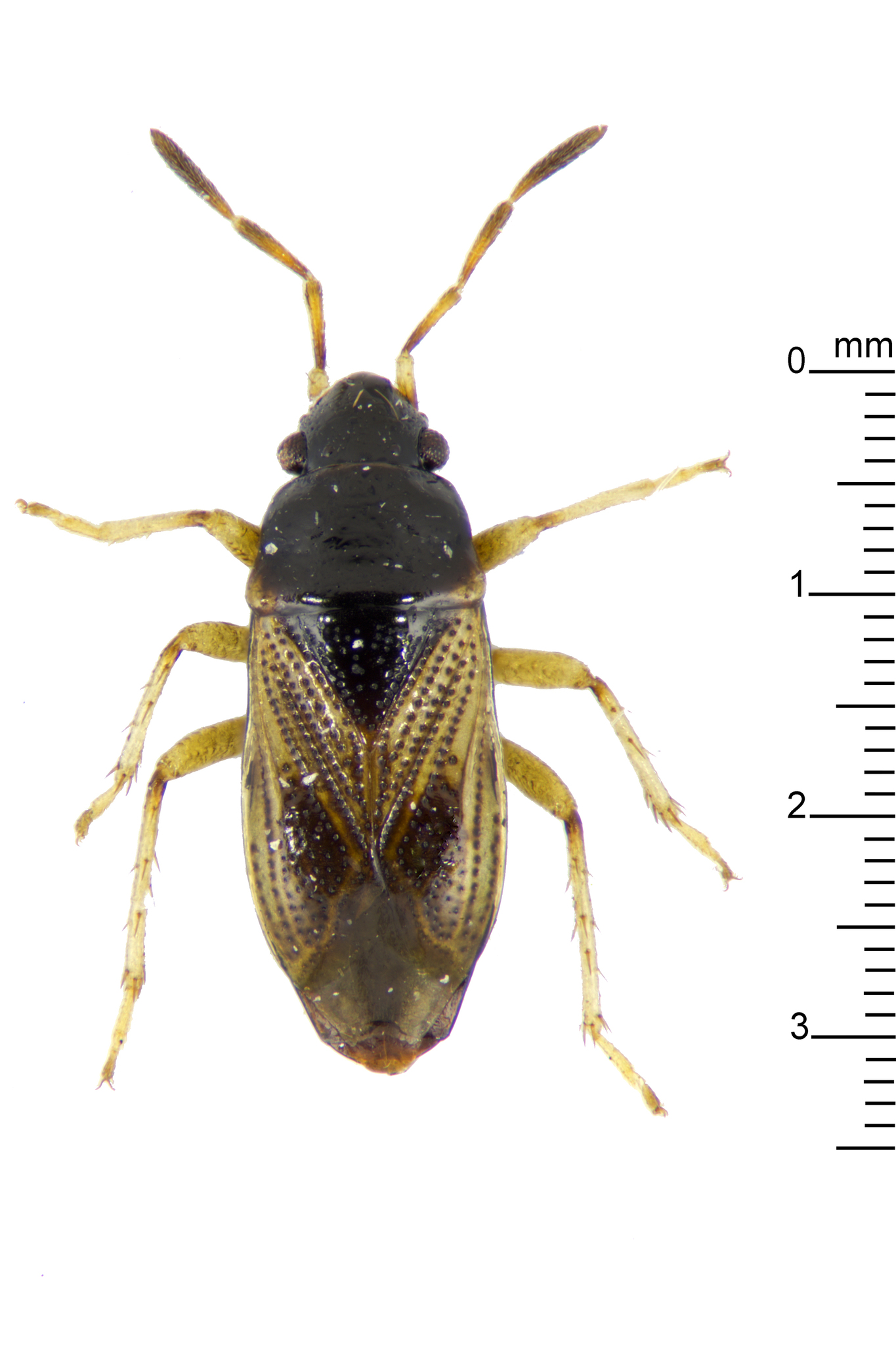
Lethaeini : Diniella pallipes.
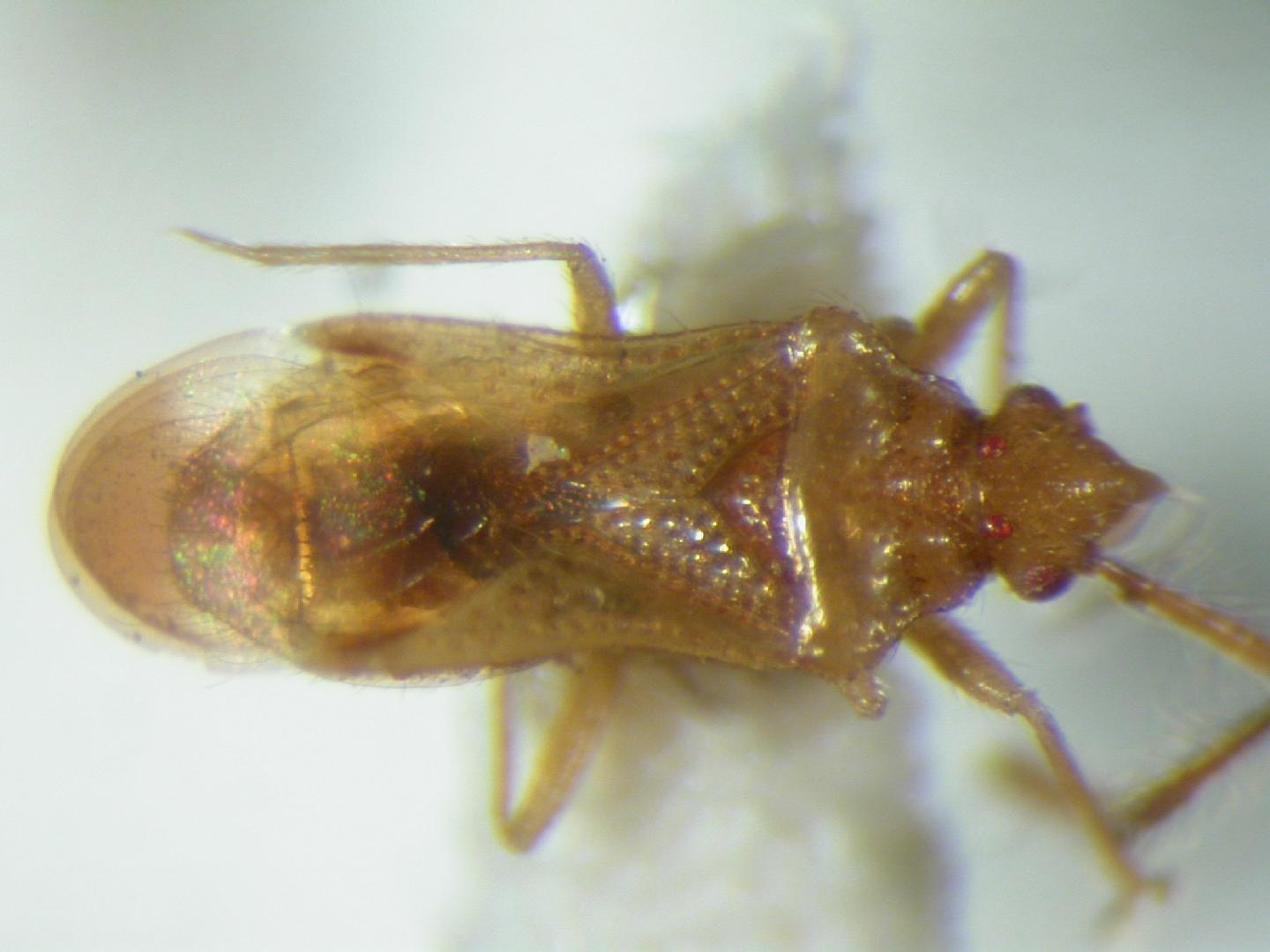
Lilliputocorini : Lilliputocoris grossocerata.
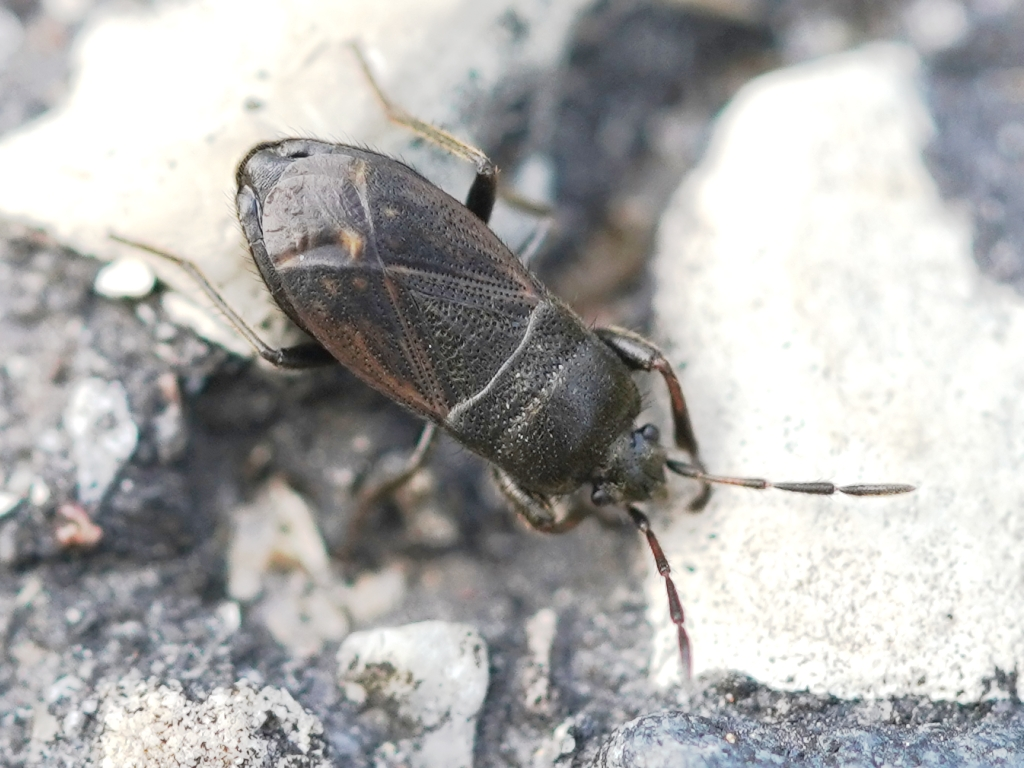
Megalonotini : Megalonotus chiragra.
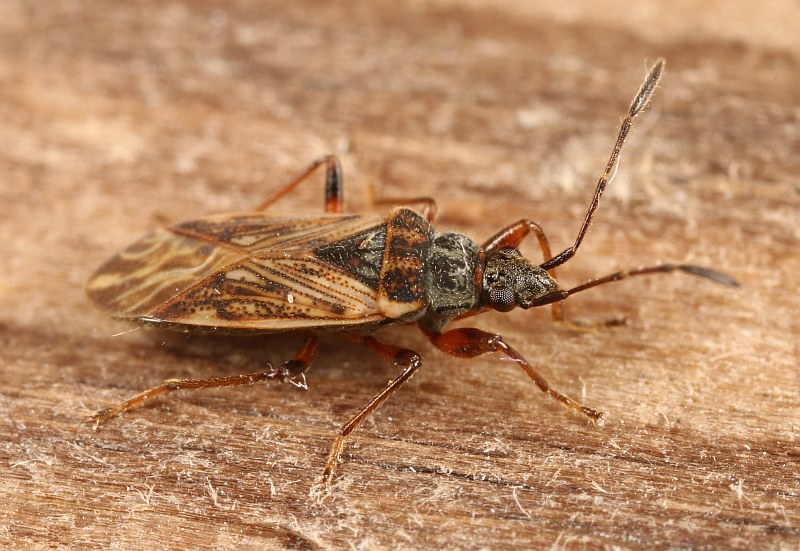
Myodochini : Pachybrachius fracticollis, Pays-Bas.
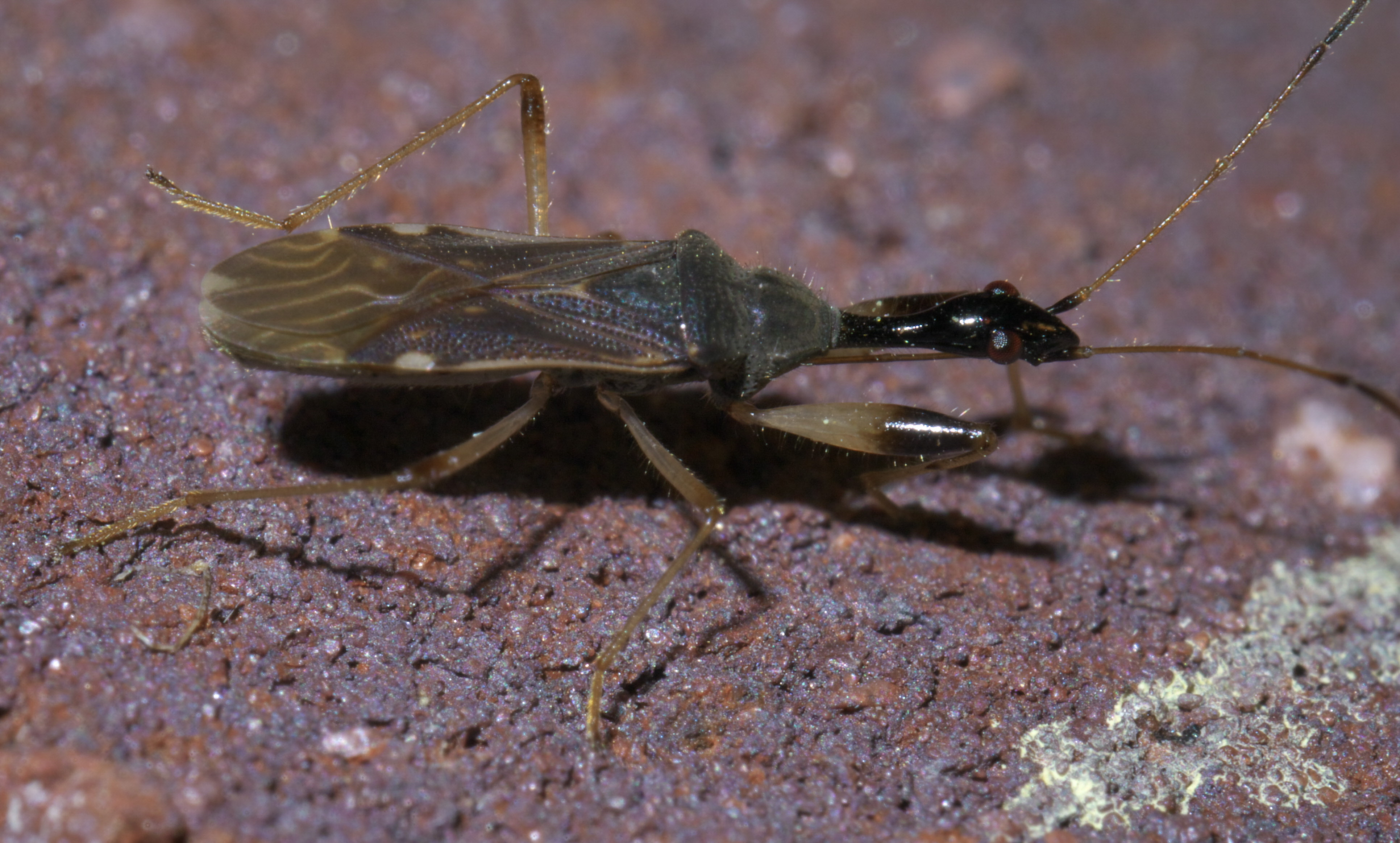
Myodochini : Myodocha serripes, Oklahoma (États-Unis).
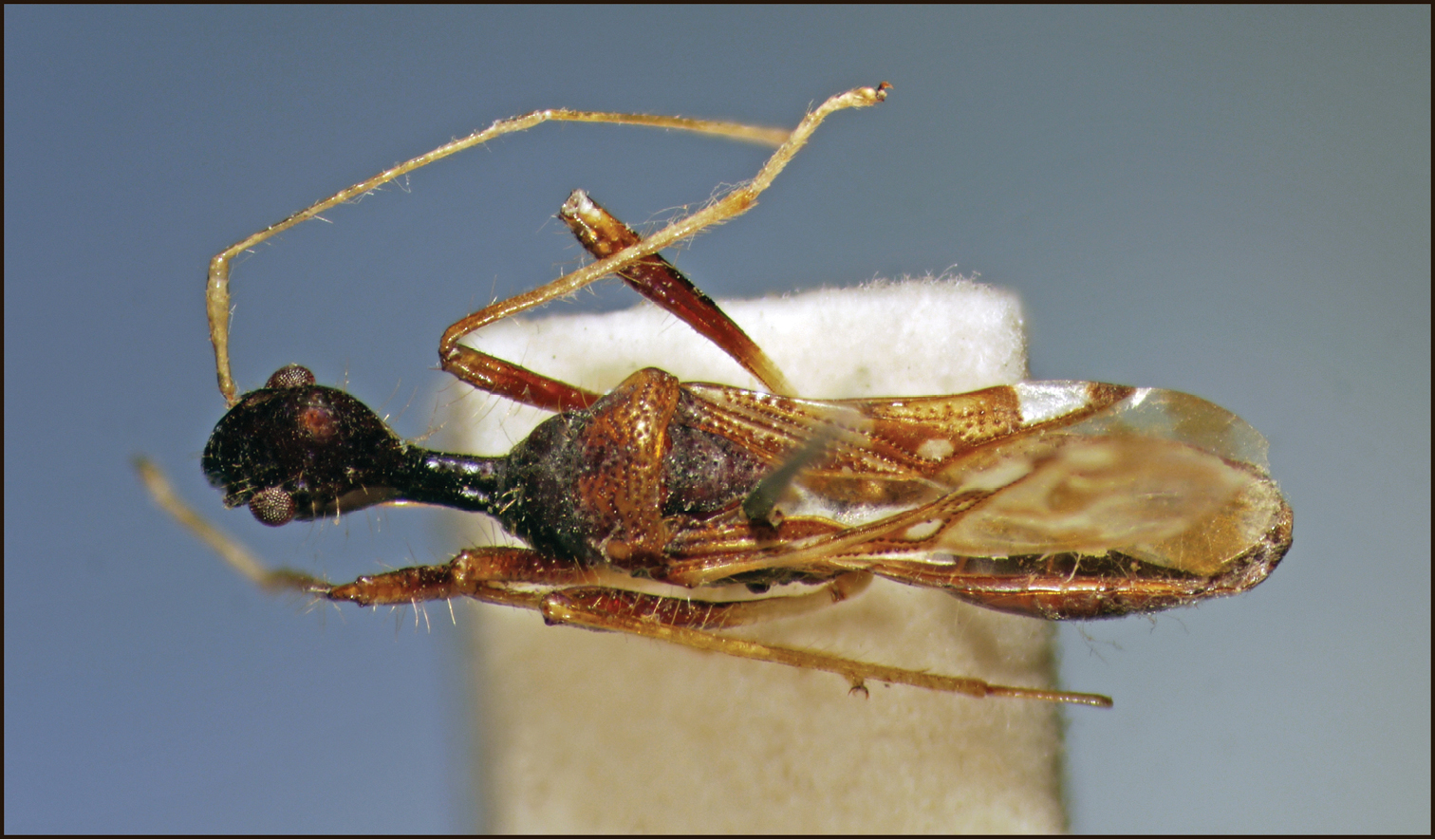
Ozophorini : Vertomannus borneensis.
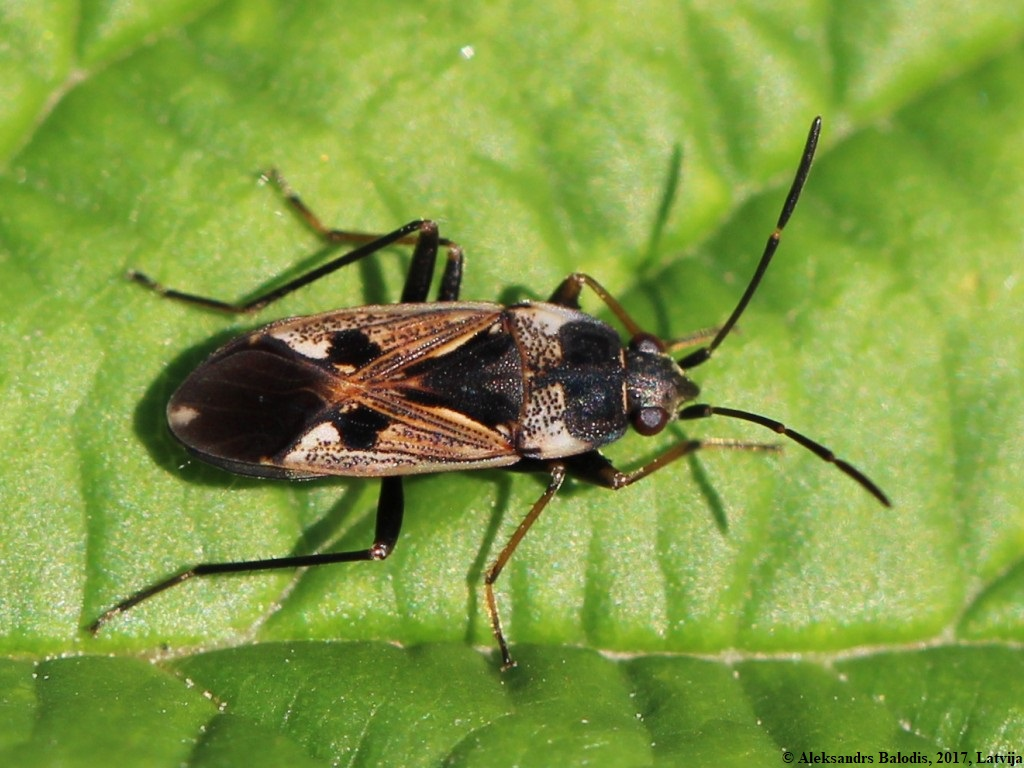
Rhyparochromini : Rhyparochromus vulgaris.
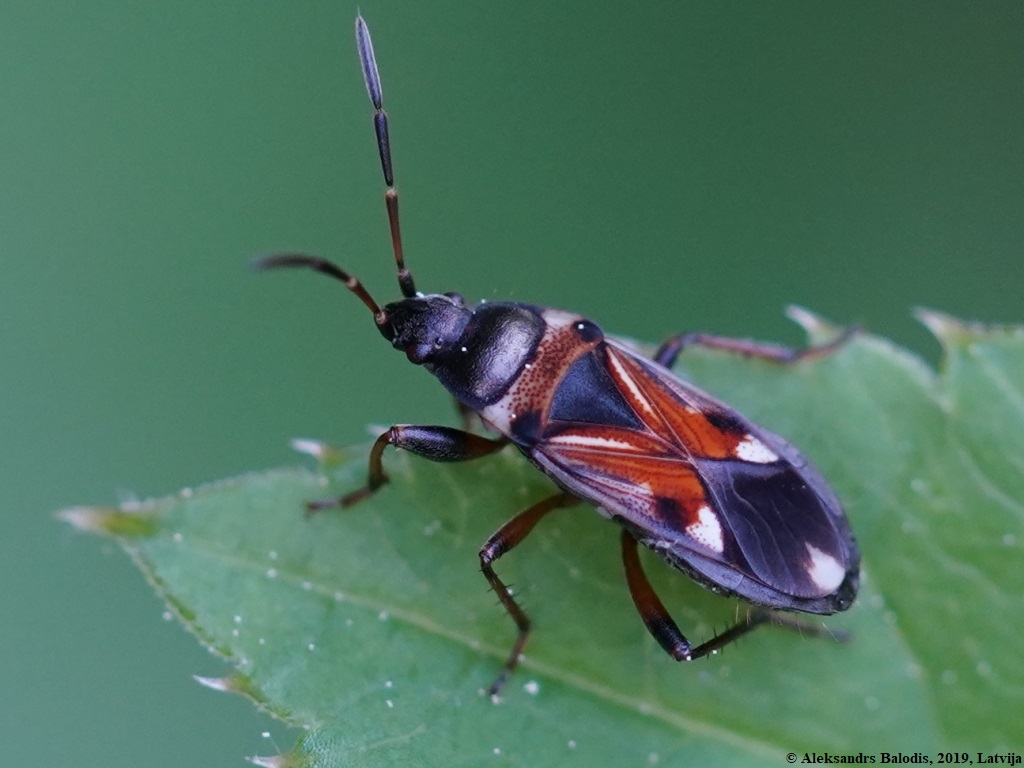
Rhyparochromini : Raglius alboacuminatus.
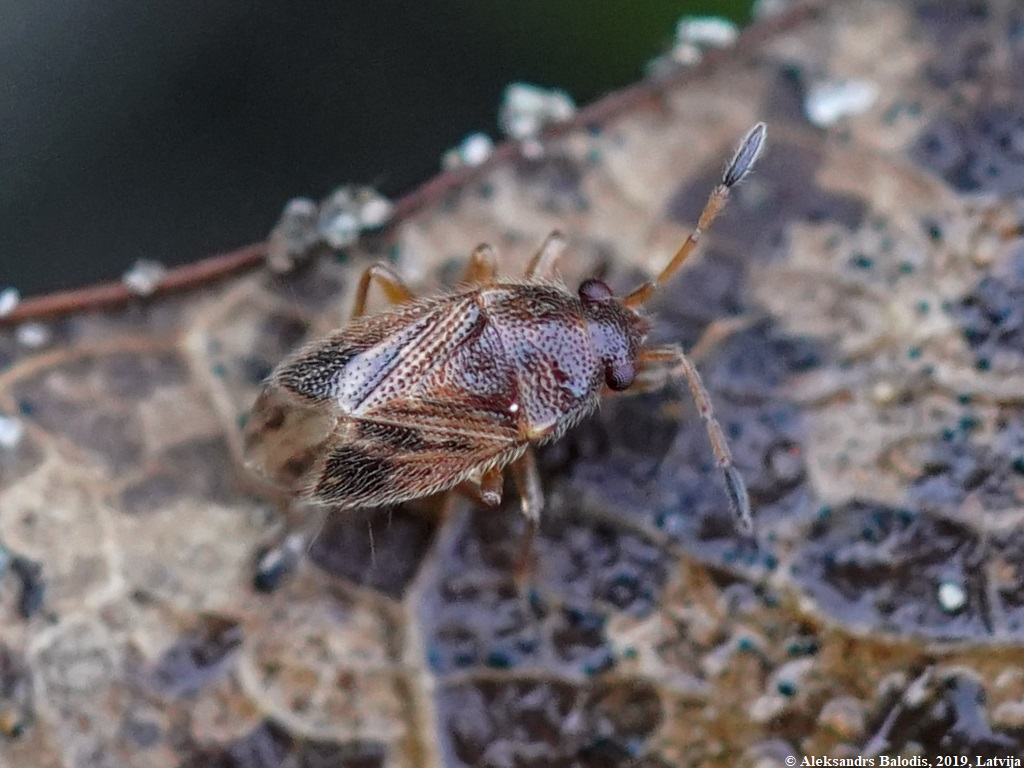
Stygnocorini : Stygnocoris sabulosus.
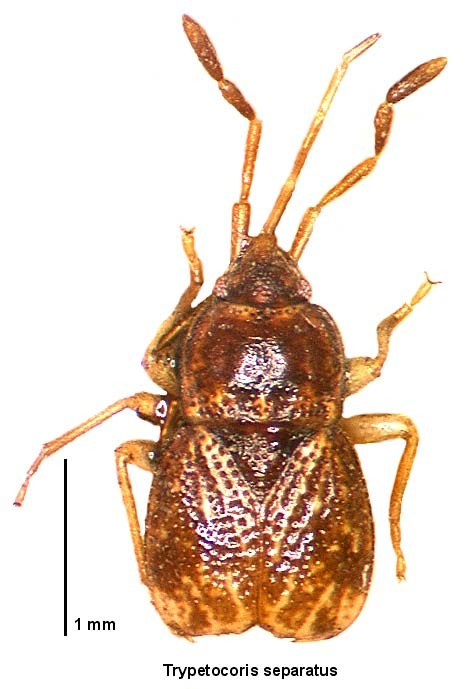
Targaremini : Trypetocoris separatus (Nouvelle-Zélande).
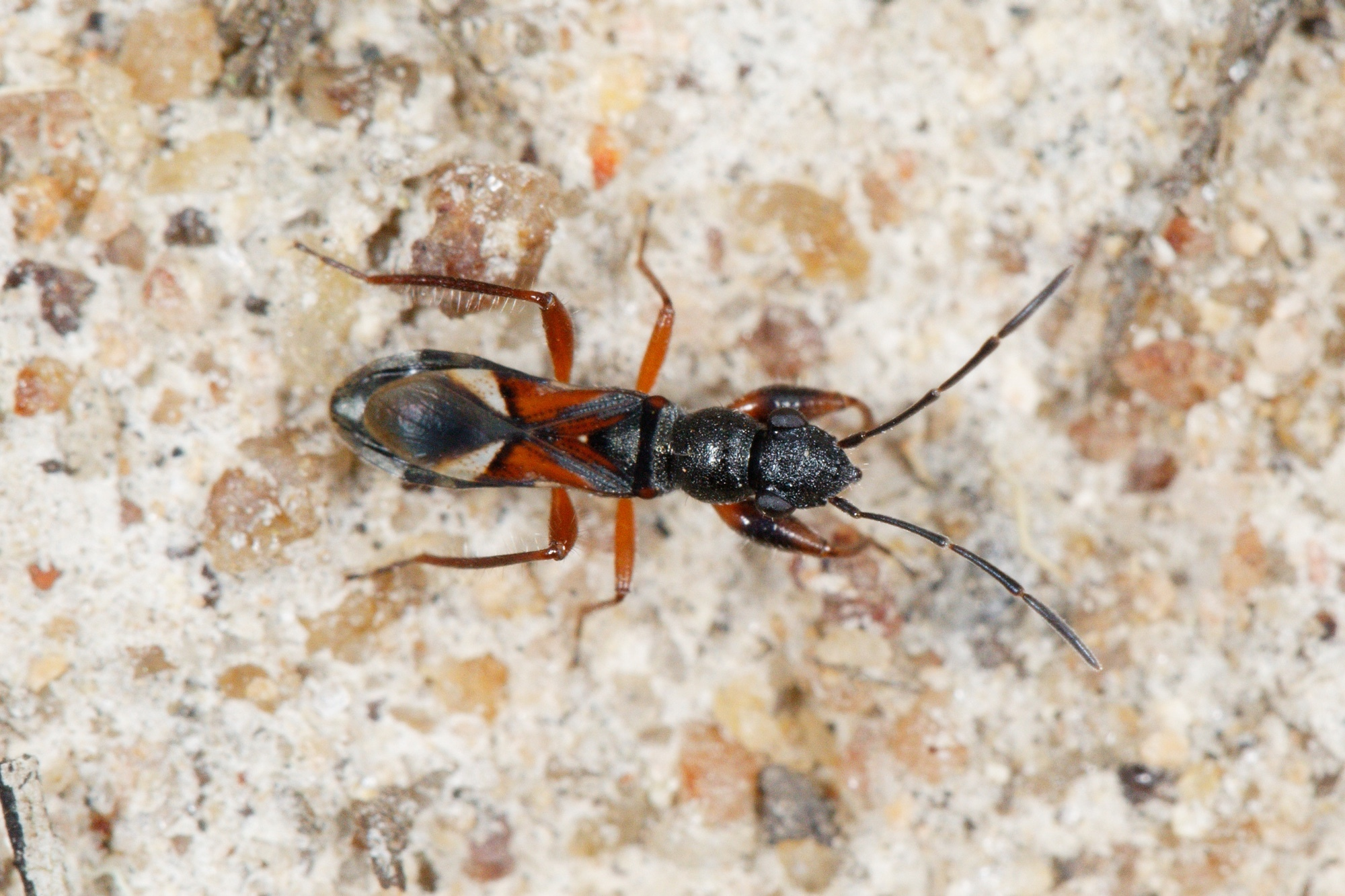
Udeocorini : Daerlac cephalotes (Australie).

### Fossiles
Plusieurs fossiles de Rhyparochrominae ont été trouvés, dans les tribus suivantes : 
- Drymini, une espèce fossile et éteinte dans chacun des genres Drymus et Scolopostethus),
- Gonianotini, neuf espèces fossiles, dont quatre dans le genre Aphanus, une dans le genre Pionosomus et quatre dans le genre Trapezonotus),
- Lethaeini, avec une espèce dans le genre actuel Diniella, et un genre éteint, Miagonates, avec une espèce,
- Myodochini, deux genres actuels, Cholula et Ligyrocoris, avec chacun une espèce fossile, et huit genres fossiles avec au total douze espèces.
- Rhyparochromini, avec quatre espèces éteintes, dont trois dans le genre actuel Raglius, et une dans le genre actuel Rhyparochromus.

### Liste des tribus
Selon Lygaeoidea Species Files :
- Antillocorini
- Cleradini
- Drymini
- Gonianotini
- Lethaeini
- Lilliputocorini
- Megalonotini
- Myodochini
- Ozophorini
- Phasmosomini
- Rhyparochromini
- Stygnocorini
- Targaremini
- Udeocorini